# Young Love (film 1915)
Young Love è un cortometraggio muto del 1915 diretto da Tom Santschi. Di genere drammatico, il film, prodotto dalla Selig Polyscope Company, aveva come interpreti Lafe McKee, Lillian Hayward, Marion Warner, Leo Pierson.

## Trama
Jasper Leigh chiede la mano di Mary, la ragazza di cui è innamorato, ma suo padre, il professor Hunt, prima gli dice che lei è ancora troppo giovane e poi che Mary crede che sua madre sia morta, mentre invece è scappata con un altro uomo. Un giorno, Leigh incontra una donna cenciosa e logorata dalla vita che si rivela essere la madre di Mary. Lui le dice che sua figlia la crede morta e che onora e rispetta il suo nome. Passano tre anni. Il professor Hunt acconsente finalmente al matrimonio della figlia con Jasper e tutti i preparativi sono fatti. Il giorno delle nozze, il vestito viene consegnato dalla sarta che, in realtà, non è altri che la madre di Mary che assiste, invisibile, alla cerimonia dal corridoio. Con il cuore spezzato perché ormai non le sarà più possibile avere il suo posto accanto alla figlia, sta per andarsene. Ma incontra il professore, suo marito. Lui la riconosce e scorda tutto: l'amore vince e l'uomo la riaccoglie tra le sue braccia.

## Produzione
Il film fu prodotto dalla Selig Polyscope Company.

## Distribuzione
Distribuito dalla General Film Company, il film - un cortometraggio in una bobina - uscì nelle sale cinematografiche statunitensi il 27 novembre 1915.